# 韓国推理作家協会
韓国推理作家協会（かんこくすいりさっかきょうかい、한국추리작가협회(韓國推理作家協會)）は、韓国の推理作家団体。

## 概要
1983年2月8日、ソウルで設立。初代会長は英文学者の李佳炯（イ・ガヒョン）で、その後は李祥雨（イ・サンウ）が務めた。現在の会長は推理作家・歴史小説作家の李秀光（イ・スグァン、2009年7月時点）が務めている。会員数は80人を数える（2000年現在）。
韓国推理文学賞（大賞および新鋭賞）を主催している。また、毎年8月に推理作家と読者の交流イベント「夏季推理小説学校」を開催している。
出版活動としては、韓国の推理小説専門誌『季刊ミステリ』の編集・発行を行っており、また毎年初夏には会員の作品を集めた短編集を刊行している。

## 季刊ミステリ
『季刊ミステリ』（계간 미스터리）は、韓国推理作家協会が編集・発行する推理小説専門誌。2002年7月創刊。最新号の2009年秋号（2009年11月）までで、通巻25巻が発行されている。
季刊ミステリ新人賞を実施し、韓国の若手推理作家を発掘する役割を担っている。その一方で、国外作家の紹介にも積極的である。2008年夏号（通巻20号）では「日本推理小説ミニガイド」と題する特集が組まれ、日本の推理小説の歴史などが紹介されたほか、法月綸太郎「イコールYの悲劇」が掲載された。ほかに日本の作家では海野十三「爬虫館事件」（2006年春号）、高木彬光「殺意」（2006年夏号）、甲賀三郎「蜘蛛」（2007年夏号）などが掲載されている。
『季刊ミステリ』掲載作品では、季刊ミステリ新人賞受賞者ソル・インヒョの「そして誰もいなくなった」（2008年夏号）が邦訳されており、読むことができる（『ミステリマガジン』2009年1月号に掲載）。

## 短編集「今年の推理小説」
毎年初夏に、「올해의 추리소설」（今年の推理小説）という副題をつけた短編集を刊行している。2001年および2002年は、1年に2冊刊行された。邦訳が1冊刊行されている。
原著
（1998年以前も刊行されている）
- '98 올해의 추리소설 -  실종 （신원문화사、1998年7月、ISBN 9788935907786）
- '99 올해의 추리소설 - 아웃사이더 （신원문화사、1999年6月、ISBN 9788935908578）
- 2000년 올해의 베스트 추리소설 - 씨오점케이알 살인사건 （태동출판사、2000年6月、ISBN 9788988820865）
- 2000년 겨울 올해의 베스트 추리소설 - 코카인 ... 여인 （태동출판사、2000年12月、ISBN 9788984970472）
- 2001년 올해의 베스트 추리소설 - 오해 （태동출판사、2001年5月、ISBN 9788984970939）
- 2001년 겨울 올해의 베스트 추리소설 - 여고 동창 （태동출판사、2001年12月、ISBN 9788984971219）
- 2002년 올해의 베스트 추리소설 - 예전엔 미쳐서 몰랐어요 （태동출판사、2002年7月、ISBN 9788984971493）
- 2003 올해의 추리소설 - 인간을 해부하다 （산다슬、2003年7月、ISBN 9788990783004）
- 2004 올해의 추리소설 - 슈퍼모델 （화남출판사、2004年7月、ISBN 9788990553294）
- 2005 올해의 추리소설 - 반가운 살인자 （산다슬、2005年6月、ISBN 9788990783103）
- 2006 올해의 추리소설 - 사랑보다 아름다운 유혹 （산다슬、2006年7月、ISBN 9788990783134）
- 2007 올해의 추리소설 - 안개 속의 살인 （화남출판사、2007年7月、ISBN 9788990553911）
- 2008 올해의 추리소설 - 수양대군 살인사건 （화남출판사、2008年7月、ISBN 9788962030105）
- 2009 올해의 추리소설 - 살아 있으라 （화남출판사、2009年7月、ISBN 9788962030297）

邦訳
- コリアン・ミステリ 韓国推理小説傑作選 （金聖鐘ほか 著、祖田律男、李慶姫、李清一、李良文 訳、バベル・プレス、2002年5月、ISBN 978-4894490260）
  - 『'98 올해의 추리소설 -  실종』（直訳：『'98 今年の推理小説 - 失踪』）の邦訳。収録順は変更されている。序文は日本の翻訳版のために新たに書かれたものである。
  - 序文（金聖鐘）
  - まえがき（柳明佑（ユ・ミョンウ）、韓国推理作家協会副会長（当時））
  - 本当の復讐 - 黄世鳶（ファン・セヨン）[3]
  - 訪問者 - 金楠 （キム・ナム）
  - 平倉洞の殺人陰謀 - 崔鐘澈（チェ・ジョンチョル）
  - 血統 - 金容相（キム・ヨンサン）
  - 疑心の代償 - 黄美英（ファン・ミヨン）
  - 失踪 - 金聖鐘（キム・ソンジョン、韓国推理作家協会副会長（当時））[3]
  - 敵と同志 - 柳禹提（ユ・ウジェ）
  - 地獄への道行き - 李祥雨（イ・サンウ、韓国推理作家協会会長（当時））
  - 隠しカメラ - 李勝寧（イ・スンヨン）[3][4]
  - 標的 - 林紗羅（イム・サラ）[4]
  - いとしのシンディ・クロフォード - 金尚憲（キム・サンホン）[3]
  - ブラック・レディ - 魯元（ノ・ウォン、韓国推理作家協会副会長（当時））[3]
  - 月夜の物語 - 李秀光（イ・スグァン）[3]
  - 訳者あとがき（祖田律男）

邦訳短編集に掲載の作家のうち、金聖鐘は邦訳が2作品（『最後の証人』上下巻 論創社、『ソウル―逃亡の果てに』新風舎文庫）刊行されている。また、金尚憲は「キム・サンホン」名義でハヤカワ文庫から『チャングム』シリーズ全3巻が刊行されている。韓国推理作家協会現会長の李秀光は「イ・スグァン」名義でハヤカワ文庫から『シルミド 裏切りの実尾島』が刊行されている。黄世鳶は「ファン・セヨン」名義で『第二次朝鮮戦争勃発の日 D-DAY』（上下巻、扶桑社ミステリー）が刊行されている。

## 日本推理作家協会との交流
1990年代初頭から日本推理作家協会との交流が始まり、中島河太郎と韓国推理作家協会の鄭泰原（チョン・テウォン）との間で書簡のやり取りが行われた。また、日本推理作家協会所属の推理作家・麗羅や生島治郎らが両協会の交流に力を注いだ。日本推理作家協会のサイト上で、生島治郎が亡くなった際に韓国推理作家協会から寄せられた追悼文を読むことができる。